# Hamburg Open 2024
Hamburg Open 2024 — тенісний турнір, що проходив на ґрунтових кортах у місті Гамбург, Німеччина з 15 липня. Належав до категорій ATP 500 та WTA 125, був турніром серії Hamburg European Open 2024 року.

## Фінальна частина

### Чоловіки, одиночний розряд
Артюр Фіс —  Александр Зверєв 6–3, 3–6, 7–6(7–1)

### Жінки, одиночний розряд
- Анна Бондар —  Аранча Рус, 6–4, 6–2

### Чоловіки, парний розряд
Кевін Кравіц /  Тім Пюц —  Фаб'єн Ребуль /  Едуар Роже-Васслен 7–6(10–8), 6–2

### Жінки, одиночний розряд
- Анна Бондар /  Кімберлі Ціммерманн —  Аранча Рус /  Ніна Стоянович, 5–7, 6–3, [11–9]